# Югоизток
Югоизток е една от четирите спомагателни посоки на света. Означава се: на български с ЮИ, на английски с SE (south-east), на руски с ЮВ (юго-восток) и на немски с SO (südost).